# Gonoessa dentata
Gonoessa dentata är en mångfotingart som beskrevs av Shelley 1984. Gonoessa dentata ingår i släktet Gonoessa och familjen Xystodesmidae. Inga underarter finns listade i Catalogue of Life.